# Diáspora albanesa

Distribución de albaneses étnicos en el mundo.
Albania
+ 1,000,000
+ 100,000
+ 10,000
+ 1,000

La diáspora albanesa (albanés: Mërgata Shqiptare o Diaspora Shqiptare) son los albaneses étnicos y sus descendientes que viven fuera de Albania, Kosovo, el sureste de Montenegro, el oeste de Macedonia del Norte, el sureste de Serbia, el noroeste de Grecia y el sur de Italia.
Las comunidades más grandes de la diáspora albanesa se encuentran particularmente en Italia, Argentina, Grecia, Rumania, Croacia, Turquía, Escandinavia, Alemania, Suiza y Estados Unidos. Otras comunidades importantes y en crecimiento se encuentran en Australia, Brasil, Canadá, Francia, Bélgica, Nueva Zelanda, el Reino Unido y los Emiratos Árabes Unidos. La diáspora albanesa es numerosa y continúa creciendo; los albaneses ahora están presentes en cantidades significativas en numerosos países.
El fenómeno de la migración desde Albania se registra desde principios de la Edad Media, cuando numerosos albaneses emigraron al sur de Italia y Grecia para escapar de diversas dificultades sociopolíticas y de la conquista otomana. La diáspora albanesa moderna se ha formado en gran medida desde 1991, tras el fin del comunismo en Albania. Más de 800.000 albaneses han abandonado el país y se han establecido en su mayoría en Grecia e Italia, ya sea de forma permanente o como mano de obra temporal.
En lo que respecta a la diáspora albanokosovar, más de un millón de albaneses han abandonado Kosovo de forma permanente desde finales de los años 1980, excluyendo a los que huyeron de la guerra de Kosovo, que posteriormente regresaron. Además, los destinos importantes para los albaneses emigrantes de Kosovo han sido principalmente Suiza, Austria, Alemania y los países nórdicos.
La diáspora albanesa constituye una de las diásporas contemporáneas más grandes de Europa, con una emigración en constante crecimiento. Las personas de ascendencia albanesa pueden optar por identificarse a sí mismas como albanesas, adoptar identidades híbridas u optar por no identificarse con su ascendencia albanesa. Muchos albaneses contemporáneos que pertenecen a la diáspora optan por declarar su origen étnico como su nacionalidad, como se ve en el subregistro de los censos de personas de etnia albanesa principalmente en América del Norte, América del Sur y Oceanía. Debido a que la diáspora albanesa es grande, antigua y compleja, muchos albaneses en el extranjero se han casado, asimilado o formado identidades y comunidades transnacionales. Estas razones, entre otras, sirven como obstáculos para identificar el verdadero alcance de la diáspora albanesa y los totales de población.